# مسجد جامع اسفه
مسجد جامع اسفه مربوط به دوره قاجار است و در شهرستان شهرضا، بخش مرکزی، دهستان کهرویه، روستای اسفه، خیابان اصلی روستا واقع شده و این اثر در تاریخ ۲۶ اسفند ۱۳۸۶ با شمارهٔ ثبت ۲۱۸۲۵ به‌عنوان یکی از آثار ملی ایران به ثبت رسیده است.